# 2003년 에스토니아 유럽 연합 가입 국민투표

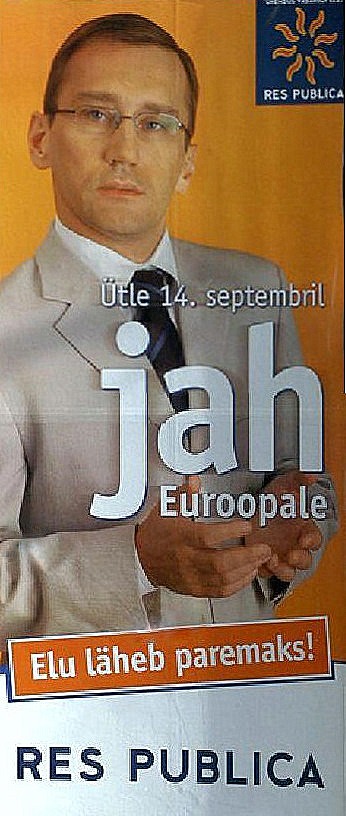
당시 여당인 공화당의 유럽연합 국민투표 찬성을 권유하는 홍보물

2003년 에스토니아 유럽 연합 가입 국민투표(에스토니아어: 2003. aasta Eesti rahvahääletus Euroopa Liitu astumiseks)는 2003년 9월 14일에 치러진 에스토니아의 국민투표로, 에스토니아가 유럽연합에 가입할지의 가부를 물었던 국민투표였다. 투표 결과 3분의 2 이상이 가입에 찬성하였으며, 에스토니아는 2004년 5월 1일 유럽 연합 회원국이 되었다.
이 국민투표는 1992년 에스토니아 헌법 제정 이래 실시된 유일한 국민투표로 남아 있다.

## 배경
1991년 주권회복 이래 유럽 연합 가입 문제는 에스토니아의 중대한 대외정책 현안 중 하나였다. 1997년 에스토니아는 유럽연합 가입 협상을 개시하였고, 2002년 12월에는 코펜하겐 회담에 공식적으로 초청되었다. 이후 에스토니아 의회는 유럽연합 가입 국민투표를 2003년 9월 중순에 실시하는 내용을 담은 법률을 제정하게 된다.
2002년 12월 에스토니아 정부는 투표 용지에 들어갈 질문을 최종 결정하고 승인하였다. 그 내용은 다음과 같았다.
Kas Teie olete Euroopa Liiduga ühinemise ja Eesti Vabariigi põhiseaduse täiendamise seaduse vastuvõtmise poolt?
귀하는 유럽 연합 가입과 에스토니아 공화국 헌법 개정에 관한 법률의 통과에 찬성하십니까?
에스토니아 공화국 헌법 개정법 통과 여부를 물은 것은, 국민투표 실시법 제2조에서 에스토니아의 유럽 연합 가입시, 가입 조약에서 발생하는 권리와 의무에 맞춰 에스토니아 공화국 헌법을 수정 적용하도록 명시했기 때문이었다.

## 선거운동
2003년 전반기 여론조사에 따르면 당시 에스토니아 국민들은 유럽 연합 가입에 미지근한 관심을 보였다. 이 때문에 유럽연합 가입을 주도하는 각계 정치인들이 가입 찬성 운동에 나서게 되었는데 아르놀드 뤼텔 에스토니아 대통령과 유한 파르츠 총리, 에네 에르그마 의회의장까지 합세하였다.
국민투표 찬반 운동에서 경제 문제도 주요 논점으로 떠올랐다. EU 가입 지지자들은 회원국이 되면 경제성장을 촉진하여 일자리를 창출할 것이라는 주장을 편 반면, 가입 반대 측에서는 반대로 유럽연합에 가입하면 에스토니아 경제성장을 저하시킬 것이라고 우려했다. 또 소련이라는 연합으로부터 독립한 에스토니아가 곧바로 EU라는 연합에 속하게 두어서도 안 된다는 주장을 펼쳤다.
결과적으로 가입 찬성 측은 집권당인 공화당을 비롯한 언론, 정계, 재계의 큰 지지를 얻었으며, 가입 반대 진영에서는 중도당이 대표정당으로 나섰다. 당시 선거운동 포스터도 찬성 측 포스터가 압도적이었으며, 공화당은 '더욱 섹시한 수백만의 남성과 만나려면' 찬성표를 던지라는 이색적인 문구의 포스터를 발행했다. 투표를 앞두고서는 가입 찬성 지지율이 70%에 달한다는 여론조사가 집계되기도 했다.

## 결과
찬성표가 66.8%로 전체 투표수 중 3분의 2를 차지하여, 에스토니아는 유럽 연합에 가입하게 되었다.
| 찬반                     | 투표수  | %    |
| ------------------------ | ------- | ---- |
| 찬성                     | 369,657 | 66.8 |
| 반대                     | 183,454 | 33.2 |
| 유효표                   | 553,111 | 100  |
| 무효표/공란              | 2,724   | 0.5  |
| 총합/투표율              | 555,835 | 64.1 |
| 등록 유권자수            | 867,714 | –    |
| 출처: EU Referendum 2003 |         |      |